# Stolnica blažene Device Marije, Chartres
' Stolnica blažene device Marije, Chartres, znana tudi kot Stolnica bazilika device Marije Chartres (francosko: Basilique Cathédrale Notre-Dame de Chartres), je srednjeveška katoliška stolnica latinske cerkve, ki se nahaja v Chartresu, Francija, okoli 80 km  jugozahodno od Pariza. Velja za enega najlepših primerov francoske gotske arhitekture in je na Unescovem seznamu svetovne dediščine. Sedanja stolnica, zgrajena med letoma 1194 in 1250, je zadnja od vsaj petih, ki so zasedale to mesto, saj je mesto postalo sedež škofije že v 4. stoletju.
Stolnica je izjemno dobro ohranjena. Večina prvotnih vitrajev je preživela nedotaknjena, medtem ko je arhitektura od zgodnjega 13. stoletja doživela le manjše spremembe. Zunanjost stavbe obvladujejo zunanji oporniki, ki so omogočili arhitektu bistveno povečati velikost oken, medtem ko na zahodnem delu prevladujeta kontrastni fiali - 105 metrov  piramida končana okoli leta 1160 in 113 metrska iz začetka 16. stoletja, razposajen zvonik na vrhu starejšega stolpa. Prav tako izstopajo tri velike fasade, vsako krasijo na stotine izklesane figur, ki ponazarjajo ključne teološke teme in pripovedi.
Vsaj od 12. stoletja je bila stolnica pomemben cilj za romarje - in je še vedno tako. Številni romarji prihajajo častit znamenito relikvijo Sancta Camisa, obrabljeno tuniko  Device Marije ob Kristusovem rojstvu, prihaja pa tudi veliko število laičnih turistov, ki prihajajo občudovat arhitekturo stolnice in zgodovinsko in umetniško vrednost.

## Zgodovina
Okoli leta 1134 je škof Chartresa začel s predelavo stare zgradbe v novem slogu. Za mesto, ki je imelo v 13. st. okoli 10.000 prebivalcev,  je bila gradnja stolnice velik finančni zalogaj. Gradnja se je nadaljevala z občasnimi prekinitvami od 1145 do, a največja dela so bila izvedena po požaru leta 1194 ko so morali obnoviti glavno ladjo in kor.
Sredstva za izgradnjo so prihajala iz celotne srednjeveške francoske družbe. V Chartresu so se duhovniki odrekli svojim triletnim plačam. Blanche, mati kralja Ludvika IX. je plačala celo severno fasado s skulpturami in okni. Vojvoda Bretanje je doniral za južni transept, druge bogate družine iz okolice so plačale okna, zato so donacije vgrajene v vitraje v obliki njihovih grbov. Različni cehi so tudi donirali okna, ki prikazujejo njihove poklice. Prispevali so tudi romarji in ostali prebivalci. Prebivalci mesta Chartresa so sami iz kamnoloma vozili bloke apnenca za svojo novo stolnico.
Severni in južni transept sta bila končana zadnja leta 1260. Lesena strešna konstrukcija transepta in glavne ladje je bila uničena v požaru leta 1836, nakar je bila zamenjana s sedanjo kovinsko in pokrita z bakrom.

### Socialni in ekonomski vidik
Kot v vsaki srednjeveški škofiji, je bila tudi stolnica v Chartresu najpomembnejša stavba v mestu - center njenega gospodarstva, njegova najbolj znana znamenitost in središče številnih aktivnosti, ki se v sodobnih mestih dogajajo v specializiranih civilnih objektih. V srednjem veku je stolnica delovala kot nekakšen trg, z različnimi komercialnimi dejavnostmi, ki so bile usmerjene na različne portale, še zlasti v času rednih sejmov. Tekstil se je prodajal okoli severnega transepta, meso, zelenjava in gorivo okoli južne verande. Menjalci denarja (nujna storitev v času, ko je imelo vsako mesto ali regija svojo valuto) so imeli svoje klopi ali banques v bližini zahodnega portala in tudi v sami ladji. Prodajalci vina so trgovali v ladji, čeprav so jih občasni odloki v 13. stoletju začasno izgnali v kripto, da bi zmanjšali motnje. Delavci različnih strok so bili zbrani v posameznih delih po stolnici in čakali na ponudbe za delo. 
Čeprav je mesto Chartres sodilo pod pravosodni in davčni organ grofov Blois, je bilo območje, ki je neposredno obdajalo stolnico, znano kot cloître, v smislu proste trgovinske cone pod ingerenco cerkvenih oblasti, ki so bili upravičeni do davkov od vseh komercialnih dejavnosti, ki so potekale tam , kar je močno povečalo prihodka stolnice in v 12. in 13. stoletju privedlo do rednih sporov, pogosto nasilnih, med škofi, kapitljem in civilnimi oblastmi - še posebej, kadar so tlačani, ki so pripadali grofom, preselil svojo trgovino (in davke) v stolnico. Leta 1258, po vrsti krvavih nemirov, ki so jih sprožili grofovi uradniki, je kapitelj končno dobil dovoljenje od kralja, da zapre območje cloître in zaklepa vrata vsako noč.

### Romanja in legenda oSancta Camisa
Še preden je bila zgrajena gotska stolnica, je bil Chartres romarski kraj, vendar v manjšem obsegu. V merovinški in zgodnji karolinški dobi, je bil glavni poudarek predanosti za romarje vodnjak, znan kot Puits des Saints-Forts, ali "Vodnjak močnih svetnikov"  (sedaj se nahaja na severni strani Fulbert v kripti), saj so verjeli, da so telesa različnih lokalnih zgodnje-krščanskih mučencev (tudi svetnikov Piat, Cheron, Modesta in Potentianus) vrgli vanj. Razširjeno prepričanje, da je bila stolnica tudi mesto predkrščanske druidske sekte, katere člani so častili "Devico, ki bo dala rojstvo, je zgolj pozno srednjeveški izum.
Okoli leta 876 je stolnica pridobila Sancta Camisa, za kar so verjeli, da je tunika Blažene Device Marije, ki jo je nosila v času Kristusovega rojstva. Po legendi je relikvijo podaril stolnici Karel Veliki, ki jo je med križarsko vojno v Jeruzalemu prejel v dar od cesarja Konstantina VI., vendar je ta legenda čista fikcija (Karel Veliki nikoli ni odšel v Sveto deželo) - ki so jo izumili v 11. stoletju za preverjanje pristnosti nekaterih relikvij v opatiji St. Denis.  V resnici je relikvija darilo Karla Balda in ni dokazov, da bi bila  pomemben cilj romarjev pred 12. stoletjem.
Do konca 12. stoletja pa je cerkev postala ena najpomembnejših in priljubljenih romarskih destinacij v Evropi. Tam so bili štirje veliki sejmi, ki so sovpadali z glavnimi prazniki Device Marije: Svečnica, Marijino oznanjenje, Marijino vnebovzetje in Jezusovo rojstvo. Sejmi so potekali na območju, ki ga je upravljala stolnica.
Posebna romanja so potekala tudi kot odziv na izbruh bolezni. Ko je ergotizem (bolj popularno znan v srednjem veku kot "ogenj svetega Antona") prizadel številne žrtve, je kripta prvotne cerkve postala bolnišnica. 

### Zgodnja zgradba in zahodna fasada
Na tem mestu je bilo pred sedanjo najmanj pet stolnic, vsaka je zamenjala prejšnjo stavbo uničeno med vojno ali kot posledica požara. Nič ni ohranjenega od prve cerkve, ki je bila uničena med napadom Dancev na mesto leta 858. Od karolinške cerkve, ki jo je zamenjala, je ostala polkrožna komora, ki se nahaja neposredno pod središčem sedanje apside. Ta komora, znana kot Lubinusova kripta (imenovana po škofu iz sredine 6. stoletja), je nižja od ostalega dela kripte in je bila morda svetišče lokalnega svetnika, preden je bila cerkev posvečena Mariji.  Še en požar leta 962 je omenjen v analih, nič pa ni znanega o naslednji obnovi. Resnejši požar je nastal leta 1020, po katerem je škof Fulbert (škof 1006-1028) začel gradnjo povsem novega objekta. Večina sedanje kripte, ki je največja v Franciji, izvira iz tega obdobja. Obnova je potekala v več fazah v naslednjih sto letih in se je zaključila leta 1145 s prikazom javnega navdušenja poimenovanega Cult of Carts - ena od več takih prireditev, zabeleženih v obdobju. V tem verskem izbruhu naj bi množica več kot tisoč spokornic vlekla voz, napolnjen z gradbenim materialom in popotnico, vključno s kamni, lesom, žitom, itd. 
Leta 1134 je še en požar poškodoval mesto in morda del stolnice. Severni stolp so začeli graditi takoj zatem - južnega nekaj kasneje. Od začetka je bil namen, da ta stolpa tvorila boka osrednje verande in narteks. Ko je severni stolp dosegel raven drugega nadstropja, so začeli z deli na južnem - dokazi ležijo v profilih in zidarskih oznakah na dveh ravneh obeh stolpov. Med njima na prvi stopnji, je bila zgrajena kapela svetega Mihaela. Sledovi obokov in gredi, ki so jih podpirale, so še danes vidni v zahodnih dveh polah. Ta kapela je bila verjetno obokana in ti oboki so vsebovali zahodno okno.  Vitraj v treh lancetah preko portala datira med 1145 in 1155, medtem ko je bil južni zvonik, visok približno 103 metre, končan tudi 1155 ali kasneje.
Okrog leta 1136 se je začelo delo na Royal Portal z južno preklado, leta 1141 pa so bile nameščene vse skulpture. Mnenja glede velikosti in slogov figur so negotova, te se namreč razlikujejo v nekaterih elementih, kot so preklade nad desnim portalom, ki so ga jasno posekali, da se je prilegal razpoložljivemu prostoru. Skulptura je bila prvotno namenjena za ta portal, vendar so bili osnutki spremenjeni z zaporednimi mojstri, kar je razvidno iz analize Johna Jamesa.  Kakorkoli že, večina rezbarij sledi izjemno visokemu standardu značilnem za to obdobje in je imela močan vpliv na nadaljnji razvoj gotske zasnove portala. 
Nekateri mojstri so bili prepoznani v Johna Jamesa osnutkih raziskav, ki so bili objavljeni na spletni strani Mednarodnega centra srednjeveški umetnosti v New Yorku. 

### Konstrukcija sedanje stolnice
Triladijska stolnica temelji na tlorisu latinskega križa s kratkim transeptom (prečno ladjo), iz katerega se v vzhodnem delu stavbe nadaljuje dvojni ambulatorij (korni obhod). Ta ima tri kapele. Zunanji oporniki omogočajo uporabo visokih križnorebrastih obokov, skeletni sistem opornikov in tanko ter bolj presvetljeno steno z velikim svetlobnim nadstropjem, emporami in visokimi šilastimi arkadami.
10. junija 1194 je ponovni požar povzročil ogromno škodo Fulbertovi stolnici. Dejanski obseg škode ni znan, je pa dejstvo, da je svinčeno vezivo, ki je držalo skupaj zahodna okna, preživelo požar nedotaknjeno, nekoliko omililo navedbe o strašnem opustošenju. Kakorkoli, to je bila priložnost za začetek popolne obnove kora in ladje v zadnjem slogu. Nepoškodovan zahodni stolp in fasada sta bila vključena v novo gradnjo, zgodnejša kripta pa je učinkovito omejila oblikovalce nove stavbe na istem tlorisu, kot predhodnica. V bistvu je sedanja stavba  le malo večja kot Fulbertova stolnica.
Ena od nenavadnih značilnosti stolnice v Chartresu je hitrost, s katero je bila zgrajena - dejavnik, ki je pomagal prispevati k doslednosti njenega oblikovanja. Čeprav je bilo nešteto sprememb v podrobnostih, a se načrt še vedno izredno ujema s prvotno zasnovo. Velika sprememba se je zgodila šest let po tem ko so se dela začela, ko je bilo sedem globokih kapelic okrog kora v ambulatoriju spremenjeno v plitve vdolbine v dvojnem ambulatoriju. 
Avstralski arhitekturni zgodovinar John James, ki je izdelal podrobno študijo stolnice, je ocenil, da je okoli 300 moških naenkrat delalo na delovišču. Običajno so bile srednjeveške cerkve zgrajene od vzhoda proti zahodu, tako da je bil kor prvi končan in predan v uporabo (z začasno steno na zahodnem koncu), medtem ko so se dela na transeptih in ladjah nadaljevala. Yves Delaporte je trdil, da so se gradbena dela začela na križanju in nadaljevala od tam navzven,  vendar dokazov v samem kamnu so nedvoumni, zlasti v ravnini triforija: ladja je bila ves čas bolj napredna kot ambulatorij in kor in to je bilo potrjeno s dendrokronologijo.
Dela so hitro napredovala. Južna veranda z večino kiparskega okrasja je bila končana leta 1210 in leta 1215 je bila končana severna veranda in nameščeno zahodno okno rozeta.  Visoki oboki nad ladjo so bili postavljeni v 1220-tih, kanoniki so se preselili v svoje nove klopi leta 1221 pod začasno streho na nivoju svetlobnega nadstropja, rozete v transeptih so postavili v naslednjih dveh desetletjih. Visoki oboki nad korom niso bili zgrajeni do zadnjih 1250-tih, kar so odkrili v prvem desetletju 21. stoletja. 
Vsaka veja transepta naj bi po prvotni zamisli imela dva stolpa, dva več bi podpirala kor in tam v križišču naj bi bila osrednja luč - torej devet stolpov skupaj. Načrti za stolp na križanju so bili opuščeni leta 1221 in prehod so obokali. Delo na preostalih šestih stolpih se je nadaljevalo počasneje kar nekaj desetletij, dokler je bilo odločeno, da se jih pusti brez fiale. Stolnica je bila posvečena 24. oktobra 1260 v prisotnosti kralja Ludvika IX. Francoskega, čigar grb je bil pobarvan v apsidalnem sklepniku. 
V primerjavi z drugimi srednjeveškimi cerkvami, je bilo v stolnici izvedeno razmeroma malo sprememb od njene posvetitve dalje. Leta 1323 je bila dodana precejšnja gradnja na vzhodnem koncu kora, s kapelo, posvečeno sv. Piatu v zgornjem nadstropju (kapela sv. Piata je zaprta za obiskovalce, čeprav so občasno v njej razstave). Komora pod kapelo služi kapitlju kot kapiteljska dvorana.
Kmalu po letu 1417 je bila med oporniki južne ladje postavljena kapelica za grofa Vendôma. Hkrati so bile zgrajene majhne orgle v stranski ladji, dvignjene na triforij kjer so ostale, čeprav so bile nekaj časa v šestnajstem stoletju na zahodnem koncu zgradbe. 
Leta 1506 so strele uničile severni zvonik, ki je bil obnovljen v "razposajenem" gotskem slogu, delo lokalnega zidarja Jehan de Beaucea (ki je delal tudi na opatijski cerkvi v Vendômeu). Visok je 113 metrov, gradnja je trajala sedem let. Po zaključku je Jehan nadaljeval delo na stolnici z monumentalnim zaslonom okoli kornih klopi, ki ni bil zaključen do začetka osemnajstega stoletja.
Leta 1757 so bile izvedene številne spremembe v notranjosti, da bi povečali prepoznavnost maše, v skladu s spreminjanjem verskih običajev. Korni zaslon, ki je ločil liturgični kor od ladje so podrli in zgradili sedanje klopi (nekatere veličastne skulpture iz tega zaslona so kasneje našli pokopane pod tlakom in so ohranjene, čeprav niso javno razstavljene). Istočasno je bilo odstranjeno nekaj vitrajev v svetlobnem nadstropju in nadomeščenih s sivimi okni, kar je močno povečalo osvetlitev oltarja.
Leta 1836 je bila stara svinčena kritina strehe, s svojo kompleksno strukturo nosilcev iz lesa (znan kot "gozd") uničena od požara. Ta je bila nadomeščena z bakrom, z mrežo reber iz litega železa, ki so znani kot Charpente de fer. V tistem času je imel železni okvir čez križišče  največji razpon v Evropi.

### Francoska revolucija
Stolnica je bila poškodovana v francoski revoluciji, ko so začeli uničevati skulpture na severni verandi. Večje uničevanje so preprečili meščani. Revolucionarni Odbor je sklenil, da uniči stolnico s pomočjo eksploziva in vprašal lokalnega arhitekta kako naj to storijo. Ta je rešil stavbo, saj je opozoril, da bi velika količina ruševin iz porušene stavbe, tako zatrpala ulice, da bi potrebovali leta, da bi jih očistili. Ker so potrebovali kovino za vojsko, so medeninasto ploščo v središču Labirinta odstranili in pretopili.
Stolnica je imela srečo, da ji ni škoda, ki je nastala v toliko verskih vojnah in revolucijah, preveč škodovala. 

### Druga svetovna vojna
Vse steklo iz stolnice je bilo leta 1939 odstranjeno, tik preden so Nemci napadli Francijo in po vojni očiščeno ter pripravljeno za namestitev. Medtem ko je v času druge svetovne vojne mesto zaradi bombardiranja utrpelo veliko škodo, je stolnici prizanesel ameriški vojaški častnik, ki je izpodbijal odredbo, da jo uniči. 
Polkovnik Welborn Barton Griffith, mlajši je podvomil v strategijo uničevanja stolnice in javil, da gre za sovražnikovo črto, da bi ugotovil ali je nemška vojska zasedla stolnico in jo uporabljajo kot opazovalnico. Potem ko se je vrnil iz svoje izvidnice je poročal, da v stolnici ni sovražnikovih vojakov. Uničenje je bilo umaknjeno in zavezniki so pozneje osvobodili območje. Griffith je bil ubit v akciji 16. avgusta 1944 v mestu Leves, v bližini Chartresa. 

### Stolnica danes
V letu 2009 je oddelek Spomeniki Historiques francoskega ministrstva za kulturo začel program obnove stolnice, vreden 18,5 milijona dolarjev. Del projekta obsega barvanje notranjosti zidov s smetanasto belo, z trompe l'oeil marmoriranostjo in pozlao. Arhitekt obnove zadolžen za ta del je Frédéric Didier. Cilj projekta, ki bo zaključen v letu 2017 je, da dobi stolnica videz, kot naj bi bil ob dokončanju v 13. stoletju.
Projekt in njegovi rezultati so tarča najrazličnejših obsodb. Arhitekturni kritik Alexander Gorlin je opisal cilj kot "velika laž", piše, da je "ideja, da se notranjost iz 13. stoletja lahko poustvari tako popolnoma absurdno, da je že smešna" in da je "proti slehernemu kulturnemu trendu danes, da ceni patino starosti in oznako časa a ne na svetleči zlati poceni nakit".  Alasdair Palmer imenuje projekt kot  "slabo zasnovana preobrazba". 
Arhitekturni zgodovinar Martin Filler je opisal delo kot "škandalozna skrunitev kulturnega svetega mesta"," kulturna katastrofa" in navedel, da krši mednarodne ohranitvene protokole, zlasti Listina iz Benetk iz leta 1964, ki jo je Francija podpisala. 

## Značilnosti

### Statistika
- Dolžina: 130 m
- Širina: 32 m  / 46 m
- Ladja: višina 37 metrov; širina 16,4 m
- Površina območja: 10.875 kvadratnih metrov
- Višina jugozahodnega stolpa: 105 m
- Višina severozahodnega stolpa: 113 m
- 176 okwn vitrajev
- Kor vsebuje: 200 kipov v 41 prizorih

### Tloris in razvoj
Tloris ima obliko latinskega križa. Dvoločni narteks na zahodnem koncu se odpre v ladjo s sedmimi obočnimi polami, ki vodijo do križišča, od katerega se transepta podaljšata vsak za tri pole, na sever in jug. Vzhodno od križišča se štiri pravokotne pole končujejo v polkrožno apsido. Ladjo in transepta obdajajo posamezni hodniki, širši dvojni triladijski ambulatorij okoli kora in apside. Iz ambulatorija izhajajo tri globoke polkrožne kapele (prekrivajo globoko Fulbertovo kripto iz 11. stoletja) in tri precej plitvejše. os slednjih je bila ena dejansko izgubljena v 1320-tih, ko je bila zgrajena kapela sv. Piata.
Višina ladje je trinadstropna, z arkadnimi, triforiji in svetlobnim nadstropjem. Z izogibanjem ravni galerije, ki je bila običajna za mnoge zgodnje gotske stolnice, so oblikovalci naredili bogato glazirane arkadne in svetlobne ravni večje in skoraj enake v višino, le z ozkim temnim triforijem vmes. Čeprav to ni prvi primer take tridelne višine, je Chartres morda prva od velikih cerkva, kjer je uporabljena ista zasnova dosledno v celotnem kompleksu. Rezultat je  veliko večja površina okenskih odprtin. Ta okna so bila v celoti zastekljena z barvnim steklom, zaradi česar je relativno temna notranjost - zato pa je poudarjeno bogastvo stekla in obarvane svetlobe, ki se filtrirana skozenj.
Povečanje velikosti oken je pomenilo občutno zmanjšanje površine sten, nekaj, kar je bilo mogoče le s široko uporabo zunanjih opornikov. Ti oporniki so prevzeli velike stranske pritiske, ki izhajajo iz 34 m visokih kamnitih obokov, višjih in širših od katerihkoli do tedaj v Franciji. Ti oboki so bili kvadratni, vsaka pola je razdeljena na štiri enote med dvema  diagonalnima rebroma, za razliko od šestpolnih obokov, uporabljenih v številnih prejšnjih gotskih stolnicah.
Druga arhitekturna rešitev v Chartresu je rešitev problema, kako urediti priključene stebre ali gredi okoli podpor na način, da bi delovalo estetsko in v skladu s strukturno logiko, značilno za francosko visoko gotiko. V ladji v Chartresu se izmenjujejo okrogli in osemkotni oporniki s trdno sredico, vsakega od njih se v ogliščih dotikajo štirje polstebri, dva od teh (na osi vzhod-zahod) podpirata loke arkade, eden od njih učinkuje kot vzmetenje za stranski obok, eden pa podpira skupino stebrov, ki se dvigajo skozi triforij in svetlobno nadstropje ter podpirajo rebra visokega oboka. Oblika opornika, znana kot pilier cantonné je bila dokazano zelo vplivna in je bila uporabljena v številnih drugih visokih gotskih cerkvah.
Čeprav je kiparstvo na portalih v Chartresu na visoki ravni, so različni rezljani elementi v notranjosti, kot so kapiteli in drugi, relativno slabo dodelani (v primerjavi na primer s tistimi v Reimsu ali Soissonsu) - razlog je preprost, saj so bili portali izklesani iz najboljšega pariškega apnenca ali calcaire, medtem ko so bili notranji kapiteli izrezljani iz lokalnega kamna, ki ga je težko oblikovati, ker je krhek.

### Okna
Morda najbolj prepoznavna značilnost stolnice v Chartresu je obseg, v katerem je bila arhitekturna struktura prilagojena potrebam vitrajev. Uporaba tridelne višine z zunanjim opiranjem je dovoljevala veliko večja okna od prejšnjih modelov, zlasti v svetlobnem nadstropju. Večina stolnic iz tega obdobja je imela mešanico oken z navadnim ali sivim steklom in oken, ki so vsebovala zgoščene obarvane steklene površine, tako da je bil rezultat svetlosti pojemajoč in čitljivost slaba. V Chartres so bila skoraj vsa od 176 oken napolnjena z enako gostimi vitraji, ki ustvarjajo relativno temno, a bogato obarvano notranjost, v kateri je bila svetloba filtrirana skozi nešteto pripovedi in simbolnih oken kot glavni vir osvetlitve.

#### Okna iz 12. stoletja
Večina danes vidnih oken v stolnici so bila narejena in nameščena med letoma 1205 in 1240,  še več, štiri lancetne plošče iz romanskega stekla iz 12. stoletja so preživele požar leta 1195. Tri od teh se nahajajo pod rozeto v zahodni fasadi; okno Passion na jugu, Življenje Kristusa v centru in Jessevo drevo na severu. Vsa tri okna so bila prvotno iz okoli leta 1145, vendar so bila obnovljena v začetku 13. stoletja in še v 19. st. Drugo okno iz 12. stoletja, morda najbolj znano v Chartresu, je tako imenovano Belle Verrière, v prvem polju kora po južnem transeptu. To okno je sestavljeno iz zgornjega dela, ki prikazuje Marijo z detetom obkrožena z angeli, izvira iz okoli leta 1180 in je bilo verjetno postavljeno na sredini apside v prejšnji stavbi. Marija je upodobljena v modri halji in sedi frontalno na prestolu z detetom Kristusom, ki sedi v njenem naročju in dviga roko v blagoslov. Ta sestava, znana kot Sedes sapientia ("prestol modrosti"), se pojavlja tudi na Portail royal in temelji na slavni kultni figuri, ki jo hranijo v grobnici. Spodnji del okna, ki prikazuje prizore iz Kristusovega otroštva, izvira iz glavne zasteklitve okrog leta 1225.

#### Nižja okna
Vsako polje hodnikov in kornega ambulatorija vsebuje eno veliko lancetno okno, večina od njih je približno 8.1 m visoka za 2,2 m široka.  Predmeti upodobljeni v teh oknih med 1205 in 1235, vključujejo zgodbe iz stare in nove zaveze in življenja svetnikov, kot tudi tipološke cikle in simbolne podobe, kot so znamenja zodiaka in kmečkih opravil po mesecih. Večina oken je sestavljena iz okoli 25-30 posameznih tabel, ki kažejo različne epizode v pripovedi - samo Belle Verrière vključuje večjo sliko, sestavljeno iz več plošč.
Več oken vključuje podobe lokalnih obrtnikov in delavce na najnižjih dveh ali treh ploščah, pogosto s podrobnostmi njihove opreme in delovnih metod. Do sedaj so bili mnenja, da te slike predstavljajo cehe darovalcev, ki so plačali za okna. V zadnjih letih se je to stališče v veliki meri spremenilo, ne nazadnje tudi zato, ker ima vsako okno ceno podobno kot stane velik dvorec - medtem ko je večina upodobljenih delavcev dninarjev z malo ali nič razpoložljivega dohodka. Poleg tega, čeprav so postale močne in bogate organizacije v kasnejšem srednjeveškem obdobju, noben od teh trgovskih cehov ni bil dejansko ustanovljena, ko so bila okna v začetku 13. stoletja narejena.  Bolj verjetna razlaga je, da so stolnični duhovniki želeli poudariti univerzalnost Cerkve, še posebej v času, ko je bil njihov odnos z lokalno skupnostjo pogosto v težavah.

#### Svetlobno nadstropje
Zaradi večje oddaljenosti od gledalca, so okna v svetlobnem nadstropju enostavnejša, poudarjeno oblikovana. Največkrat uporabljena je figura svetnika ali apostola v zgornjih dveh tretjinah, pogosto z enim ali dvema poenostavljenima pripovednima prizoroma v spodnjem delu za pomoč pri identifikaciji slike ali pa opomni gledalca na kakšen ključen dogodek v njegovem življenju. Ker so spodnja okna v ladji med arkadami in ambulatorijem sestavljena iz ene preproste lancete na polo, so okna svetlobnega nadstropja vsak sestavljena iz para lancet s krogovičjem in rozetami zgoraj. V ladji in transeptih okna večinoma prikazujejo svetnike in starozavezne preroke. Tista v koru prikazujejo kralje Francije in Kastilije in člane plemstva, medtem ko so okna v apsidi polkrožna in kažejo starozavezne preroke, ki so predvideli deviško rojstvo, spremljevalne prizore Marijinega oznanjenja, Vnebovzetja in Jezusovega rojstva.

#### Okna rozete
Stolnica ima tri velika okna rozete.
Zahodna rozeta, je iz okoli leta 1215 in ima premer 12 m, kaže Poslednjo sodbo - tradicionalno temo za zahodno fasado. Osrednji oculus prikazuje Kristusa kot sodnika, ki je obdan z notranjim obročem 12 rondel, ki vsebujejo angele in starešine apokalipse in zunanjim obročem 12 rondel, ki prikazujejo mrtve, ki izhajajo iz grobov in angele, ki pihajo na trombe in jih pozivajo k sodbi.
Rozeta severnega transepta (premer 10,5 m,  okoli 1235), tako kot velik kip v severni verandi pod njo, je posvečena Mariji.  Osrednji oculus prikazuje Marijo z detetom, obdano z 12 majhnimi okni v obliki srčkov, 4 z golobi ("Štiri darila duha"), v ostalih jo častijo angeli s svečniki. Razen tega je prstan iz 12 odprtinami v obliki diamantov, ki vsebujejo starozavezne kralje Judov, drug obroč iz manjših rombov vsebuje orožje Francije in Kastilije in končno polkrog, ki vsebujejo starozavezne preroke, ki držijo zvitke. Prikaz grbov francoskega kralja (rumena fleur-de-lis na modrem ozadju) in njegove matere, Blanche Kastiljske (rumen grad na rdečem ozadju) velja kot znamenje kraljevskega pokroviteljstva za to okno. Pod rozeto je pet lancetno okno (7,5 m visoko), ki kaže v centru, Marijo kot otroka, ki grabi svojo mater sv. Ano - ista temo kot na portalu pod njim. Spremljajoče lancete vsebujejo figure iz Stare zavezi. Vsaka od teh stoječih figur je prikazana kako simbolično slavi zmago nad sovražnika, ki je upodobljen na dnu lancete - David nad Savlom, Aaron nad faraonom, sv. Ana nad Sinagogo, itd.
Rozeta južnega transepta (premer 10,5 m, okoli 1225-30) je posvečena Kristusu, ki je prikazan na osrednjem oculusu, z desno roko dvignjeno v blagoslov, ki ga obdajajo angeli. Dva zunanja obroča v dvanajstih krogih vsak vsebuje 24 starešin apokalipse, kronanih, ki prenašajo vrčke in glasbila. Osrednja lanceta pod rozeto kaže Marijo, ki nosi otroka Kristusa. Na drugi stran od te so štiri lancete, ki kažejo štiri evangeliste, ki jim na ramenih sedijo štirje preroki - redka dobesedna ilustracija teološkega načela, da Nova zaveza nadgrajuje Staro zavezo. To okno je donacija družine Mauclerc, grofje Dreux-Bretagne, ki je upodobljen s svojim grbom na bazi lancete. 

#### Spremembe na oknih po 13. stoletju
Gledano v celoti, so imela okna stolnice v Chartresu 'izredno srečo'. Srednjeveško steklo se je večinoma izognilo škodi v času ikonoklazma hugenotov in verskih vojn v 16. stoletju, čeprav je bila zahodni rozeti povzročena trajna škoda od topniškega obstreljevanja leta 1591. Zdi se, da je bila relativna tema v notranjosti cerkve za nekatere problem. Nekaj oken je bilo zamenjanih z veliko prozornejšim steklom v 14. stoletju, za izboljšanje osvetlitve, predvsem na severni strani  in še več je bilo nadomeščenih s prozornim steklom leta 1753 kot del reforme liturgične prakse, ki je tudi privedlo do odprave korne pregrade. Namestitev kapele Vendôme med dvema opornikoma ladje v zgodnjem 15. stoletju, je povzročila izgubo enega lancetnega okna, je pa to omogočilo vstavitev poznogotskega okna z donatorskimi portreti Louis de Bourbona in njegove družine, ki so priča kronanju Marije z izborom svetnikov.
Čeprav se ocene razlikujejo (odvisno od tega, kako se šteje sestavljena ali združena okna), je približno 152 od prvotnih 176 vitrajev ohranjenih mnogo bolj kot v kateri koli drugi srednjeveški stolnici kjerkoli na svetu.
Kot večina srednjeveških zgradb, so okna v Chartresu slabo prenašala jedke učinke atmosferskih kislin v času industrijske revolucije in kasneje. Večina oken je bila očiščena in obnovljena, delo slavne lokalne delavnice Atelje Lorin ob koncu 19. stoletja, vendar se stanje poslabšuje. Med drugo svetovno vojno je bila večina vitrajev odstranjena in shranjena v okolici, da bi jih zaščitili pred poškodbami. Ob koncu vojne so okna vzeli iz skladišča in jih ponovno namestiti. Od takrat je v teku program ohranjanja, nameščena je bila izotermična sekundarna zasteklitev na zunanji strani za zaščito oken pred nadaljnjo škodo.

### Portali
Stolnica ima tri velike fasade, vsaka je opremljena s tremi portali, ki odpirajo ladjo iz zahoda in v transepta iz severa in juga. V vsaki fasadi je osrednji portal še posebej velik in je bil uporabljen samo za posebne obrede, medtem ko so manjši stranski portali namenjeni vsakodnevnemu dostopu za različne skupnosti, ki uporabljajo stolnico.

#### Zahodna fasada:Portail royal
Eden izmed redkih elementov ohranjenih iz cerkve iz sredine 12. stoletja, je Portail royal, vključen v novo stolnico zgrajeno po požaru leta 1194. Odpira se na parvis (velik trg pred stolnico, kjer so potekali sejmi), dvoje bočnih vrat so bila prva vstopna točka za večino obiskovalcev Chartresa, kar ostaja še danes. Osrednja vrata so odprta le v času procesije ob večjih praznikih, od katerih je najpomembnejši Advent ali ob umestitvi novega škofa.  Harmoničen izgled fasade rezultira iz relativnih deležev srednjega in stranskih portalov, katerih širine so v razmerju 10:7 - eden izmed skupnih srednjeveških približkov kvadratnega korena.
Razen osnovne funkcije, ki zagotavlja dostop v notranjost, so portali glavne lokacije za klesane podobe gotske stolnice. Zahodna fasada v Chartresu je začela s to prakso in se razvila v množično uporabo ali enciklopedijo teološkega znanja. Vsak od treh portalov se osredotoča na drug vidik vloge Kristusa; njegovo zemeljsko utelešenje na desni strani, njegov drugi prihod na levi in njegov večni vidik v centru. 
Nad desnim portalom, je preklada izklesana v dveh registrih z (nižje) Oznanjenje, Vnebovzetje, Rojstvo, Oznanjenje pastirjem in (zgoraj) Predstavitev v templju. Nad tem timpanon kaže Marijo in otroka kot Sedes sapientiae ("prestol modrosti"). Okoli timpanona, kot spomin na zlate čase šole v Chartresu, so arhivolti vklesani z nekaterimi zelo izrazitimi personifikacijami Sedem svobodnih umetnosti, kot tudi klasičnih avtorjev in mislecev povezanih z njimi.
Levi portal je bolj skrivnosten in umetnostni zgodovinarji se še vedno prepirajo o pravilni identifikaciji. Timpanon prikazuje Kristusa, ki stoji na oblaku, ki ga očitno podpirata dva angela. Nekateri menijo, da je to upodobitev Kristusovega vnebohoda (v tem primeru bi podatki na spodnji prekladi predstavljali učence priče dogodku), medtem ko je videti, kot da predstavlja Parousia ali drugi prihod Kristusa (v tem primeru so figure na prekladi lahko bodisi preroki, ki so predvidevali da ta dogodek ali "Može iz Galileje v aktu 1: 9-11).Prisotnost angelov v zgornji prekladi, ki se spuščajo iz oblaka in očitno kričanje tistim spodaj se zdi, da podpira zadnjo razlago. V arhivoltih so znamenja zodiaka in kmečka opravila po mesecih - standardno sklicevanje na cikličnost časa, ki se pojavljajo v številnih gotskih portalih.
Srednji portal je bolj konvencionalen, in predstavlja konec časa iz knjige Razodetja. V središču timpanona je Kristus v mandorli, obdan s štirimi simboli evangelistov (tetramorf). Preklada kaže dvanajst apostolov, arhivolti kažejo 24 starešin Apokalipse.
Čeprav so zgornji deli treh portalov obravnavati ločeno, dva kiparska elementa tečeta vodoravno čez fasado, ki združuje njene različne dele. Najbolj očitna sta podboja s kipi, pritrjeni na stebre spremljajoče poti - visoke, vitke stoječe figure kraljev in kraljic, po katerih je Portail royal dobil svoje ime. Čeprav so bile v 18. in 19. stoletju te figure napačno opredeljene kot Merovinški vladarji Francije, skoraj zagotovo predstavljajo kralje in kraljice iz Stare zaveze - drugo standardno ikonografsko funkcijo gotskih portalov.
Manj očiten kot je podboj s kipi, a veliko bolj zapleteno izklesan je friz, ki se razteza po vsej fasadi v vrezanih kapitelih na vrhu podboja stebrov. Gre za zelo dolgo pripoved, ki prikazuje življenje Marije in življenje in Kristusov pasijon. 

#### Fasada severnega transepta
V severni Evropi so skupne za ikonografijo na severni strani cerkve, starozavezne teme, zgodbe iz življenja svetnikov in evangelistov so bolj izrazite na fizično (in s tem duhovno) svetlejši južni strani. Chartres ni pri tem nobena izjema. Severni portal, s svojo globoko verando, se osredotoča na predhodnike Kristusa, kar vodi do trenutka njegovega učlovečenja, s posebnim poudarkom na Devici Marije. Skupne ikonografske teme so: poveličevanje Marije v središču, inkarnacija sina na levem in starozavezne prefiguracije in prerokbe o pravici. Ena velika izjema pri tem sistemu je prisotnost velikih kipov sv. Modesta (lokalni mučenik) in sv. Potentiana na severozahodnem vogalu verande, v bližini majhnih vrat, kjer romarji obiskujejo grobnico (kjer so shranjene njihove relikvije).
|                    | Levi (vzhodni) portal                       | Centralni portal                                      | Desni (zahodni) portal                                          |
| ------------------ | ------------------------------------------- | ----------------------------------------------------- | --------------------------------------------------------------- |
| Figure na podboju: | Marijino oznanjenje in obisk                | starozaveznih patriarhov, Janeza Krsnika in sv. Petra | kralja Salomona, Sabske kraljice, različni preroki              |
| Preklada:          | Jezusovo rojstvo in Oznanjenje pastirjem    | Marijino vnebovzetje                                  | Salomonova sodba]]                                              |
| Timpanon:          | Čaščenje treh kraljev in sveti trije kralji | Marijino kronanje                                     | Job na gnoju]]                                                  |
| Arhivolti:         | Poosebljenje sedem vrlin in razvad          | Jessejevo drevo / preroki                             | pripovedi stare zaveze (Ester, Judita, Samson, Gideon in Tobit) |

Tako kot glavna kiparska območja okoli portalov, so tudi globoke verande napolnjene z nešteto rezbarijami, ki prikazujejo vrsto lokalnih svetnikov, starozavezne zgodbe, naturalistično listje, domišljijske zveri, delo po mesecih in personifikacije "aktivnega in kontemplativnega življenja" (vita activa in vita contemplativa). Personifikacije vita activa (neposredno nad, samo znotraj leve strani verande) so posebnega zanimiva zaradi podrobnih prizorov različnih faz priprave lanu - pomemben pridelek na tem območju v srednjem veku.

#### Fasada južnega transepta
Če portali severnega transepta kažejo vse o času, ki vodijo do Kristusovega učlovečenja in zahodna fasada o dogodkih iz njegovega življenja in trpljenja, ikonografija portalov južnega transepta obravnava čas od Kristusove smrti, do njegovega drugega prihoda. Osrednji portal kaže poslednjo sodbo in apostole, levi portal življenje mučencev in pravico na spoved svetnikov (zgodba se odraža tudi v oknih apside).
Tudi tukaj je globoka veranda, ki močno razširi prostor na voljo za kiparski okras. Veliko število pomožnih prizori prikazuje običajne teme, kot so delo po mesecih in znaki zodiaka, personifikacije kreposti in pregrehe in tudi nadaljnji prizori iz življenja mučencev (levo) in spoved (desno).
|                    | Levi (zahodni) portal             | Centralni portal                                                                           | Desni (vhodni) portal                                                         |
| ------------------ | --------------------------------- | ------------------------------------------------------------------------------------------ | ----------------------------------------------------------------------------- |
| Figure na podboju: | mučenci-svetniki                  | Apostoli                                                                                   | spovednik svetnikov                                                           |
| Preklada:          | Kamenjanje sv. Štefana            | Tehtanje duš in ločevanje blagoslovljenih in prekletih                                     | Scene iz življenja sv. Nikolaja iz Barija in sv. Martina Tourskega            |
| Timpanon:          | Štefanova blažena vizija Kristusa | Kristus kaže svoje rane z Marijo in sv. Janezom Krsnikom in angeli, ki nosijo Arma Christi | Nadaljnji prizori iz življenja sv. Nikolaja in sv. Martina                    |
| Arhivolti:         | Izbor mučenikov-svetnikov         | Zbor angelov in mrtvi vstajajo iz grobov / preroki                                         | Življenje sv. Gilesa v spodnjem registru, drugi spovedniki v preostalih delih |

## Stolnična šola
V srednjem veku je stolnica delovala tudi kot pomembna stolna šola. V zgodnjem 11. stoletju je škof Fulbert ustanovil eno od vodilnih šol v Evropi. Čeprav je bila vloga Fulbert kot učenjaka in učitelja vprašljiva, je njegova največja zasluga kot skrbnik, ki je določil pogoje, po katerih bi se lahko šola razvijala, položil pa je tudi temelje za obnovo stolnice po požaru leta 1020.  Veliko učenjakov je pritegnila šola v stolnici, med njimi Thierry iz Chartresa, William iz Conchesa in Angleža Johna iz Salisburyja. Ti možje so bili na čelu intenzivnega intelektualnega premisleka, ki so uvedli kar zdaj imenujemo renesansa dvanajstega stoletja, pionirsko sholastično filozofijo, ki je prevladala srednjeveško razmišljanje po vsej Evropi.
Na začetku 12. stoletja je začel status šole v Chartresu upadati. Postopoma jo je zasenčila novo nastajajoča Univerza v Parizu, zlasti šola v opatiji sv. Victoire ("Victorines"). Do sredine stoletja se je pomen stolnice v Chartresu začel premikati od izobraževanja proti romanju, kar se  odraža v kasnejših arhitekturnih dogodkih.

## Praznovanje svetlobe v Chartresu
Ena od zanimivosti stolnice v Chartresu je Praznovanje svetlobe, ko ni le stolnica osvetljena, ampak veliko zgradb po vsem mestu, v čast praznovanja elektrifikacije.

## Galerija
- Zahodna fasada
- Panorama
- Kor
- Zunanji oporniki
- Pogled iz jugovzhoda